# Последовательность Колакоски
Последовательность Колакоски, также последовательность Ольденбургера — Колакоски — это бесконечная последовательность чисел 1 и 2, которая является кодированием длин серий и прототипом для бесконечного семейства родственных последовательностей. Первоначально она была названа в честь математика Уильяма Колакоски (William Kolakoski), который предложил её в 1965 году, но последующие исследования показали, что она впервые появляется в статье Руфуса Олденбургера (Rufus Oldenburger) в 1939 году.

## Определение классической последовательности Колакоски
Начало последовательности Колакоски:
1, 2, 2, 1, 1, 2, 1, 2, 2, 1, 2, 2, 1, 1, 2, 1, 1, 2, 2, 1, 2, 1, 1, 2, 1, 2, 2, 1, 1, … (последовательность A000002 в OEIS).
Последовательность, составленная из количества цифр, встречающихся в последовательности подряд, в точности совпадает с исходной последовательностью:
```
1, 
2, 2
, 
1, 1
, 2, 1, 
2, 2
, 1, 
2, 2
, 
1, 1
, 2, 
1, 1
, 
2, 2
, 1, 2, 
1, 1
, 2, 1, 
2, 2
, 
1, 1
, …
1,   2,    2,  1, 1,   2,  1,   2,    2,  1,   2,    2,  1, 1,   2,  1, 1,   2,    2,  …
```

И наоборот, каждое число последовательности Колакоски порождает последующие одно или два числа, чередуя единицы и двойки.

Анимация, иллюстрирующая процесс

Это свойство самогенерации показывает, что последовательность Колакоски может быть описана как фрактал, то есть математический объект, кодирующий своё представление на других масштабах.
Последовательность Колакоски считается апериодической, то есть не имеет повторяющегося шаблона.

## Другие самогенерирующиеся последовательности Колакоски

### Из конечных целочисленных множеств
Последовательность Колакоски является прототипом бесконечного семейства других последовательностей, каждая из которых имеет свою собственную кодировку длины выполнения. Некоторые из последовательностей Колакоски, перечисленных в OEIS:
Для множества {1, 3}
1, 3, 3, 3, 1, 1, 1, 3, 3, 3, 1, 3, 1, 3, 3, 3, 1, 1, 1, 3, 3, 3, 1, 3, 3, 3, 1, 3, 3, 3, 1, 1, 1, 3, 3, 3, 1, 3, 1, 3, 3, 3, 1, 1, 1, 3, 3, 3, 1, 3, 3, 3, 1, 1, 1, 3, 3, 3, 1, 3, 3, 3, 1, 1, 1, 3, 3, 3, 1, 3, 1, 3, 3, 3, 1, 1, 1, 3, 3, 3, 1, 3, 3, 3, 1, 3, 3, 3, 1, 1, 1, 3, 3, 3, 1, 3, 1, 3, 3, 3, … (последовательность A064353 в OEIS)
Для множества {2, 3}
2, 2, 3, 3, 2, 2, 2, 3, 3, 3, 2, 2, 3, 3, 2, 2, 3, 3, 3, 2, 2, 2, 3, 3, 3, 2, 2, 3, 3, 2, 2, 2, 3, 3, 3, 2, 2, 3, 3, 2, 2, 2, 3, 3, 3, 2, 2, 2, 3, 3, 2, 2, 3, 3, 2, 2, 2, 3, 3, 3, 2, 2, 2, 3, 3, 2, 2, 3, 3, 3, 2, 2, 2, 3, 3, 2, 2, 3, 3, 2, 2, 2, 3, 3, 3, 2, 2, 2, 3, 3, 2, 2, 3, 3, 3, 2, 2, 2, 3, 3, … (последовательность A071820 в OEIS)
Для множества {1, 2, 3}
1, 2, 2, 3, 3, 1, 1, 1, 2, 2, 2, 3, 1, 2, 3, 3, 1, 1, 2, 2, 3, 3, 3, 1, 2, 2, 3, 3, 3, 1, 1, 1, 2, 3, 1, 1, 2, 2, 3, 3, 3, 1, 1, 1, 2, 2, 2, 3, 1, 1, 2, 2, 3, 3, 3, 1, 1, 1, 2, 2, 2, 3, 1, 2, 3, 3, 1, 1, 1, 2, 3, 1, 1, 2, 2, 3, 3, 3, 1, 1, 1, 2, 2, 2, 3, 1, 2, 3, 3, 1, 1, 2, 2, 3, 3, 3, 1, 2, 3, 3, … (последовательность A079729 в OEIS)
Как и последовательность Колакоски для {1,2}, запись длин серий возвращает ту же последовательность. В общем случае любое множество целых чисел {n1, n2, n3, …, ni} может генерировать последовательность Колакоски, если одно и то же целое число не встречается дважды или более подряд и/или в начале и в конце множества. Например, для множества {3,1,2}:
3, 3, 3, 1, 1, 1, 2, 2, 2, 3, 1, 2, 3, 3, 1, 1, 2, 2, 3, 3, 3, 1, 2, 2, 3, 3, 3, 1, 1, 1, 2, 3, 1, 1, 2, 2, 3, 3, 3, 1, 1, 1, 2, 2, 2, 3, 1, 1, 2, 2, 3, 3, 3, 1, 1, 1, 2, 2, 2, 3, 1, 2, 3, 3, 1, 1, 1, 2, 3, 1, 1, 2, 2, 3, 3, 3, 1, 1, 1, 2, 2, 2, 3, 1, 2, 3, 3, 1, 1, 2, 2, 3, 3, 3, 1, 2, 3, 3, 1, 1, …
И для множества {2, 1, 3, 1}:
2, 2, 1, 1, 3, 1, 2, 2, 2, 1, 3, 3, 1, 1, 2, 2, 1, 3, 3, 3, 1, 1, 1, 2, 1, 3, 3, 1, 1, 2, 1, 1, 1, 3, 3, 3, 1, 1, 1, 2, 1, 3, 1, 1, 2, 1, 1, 1, 3, 3, 3, 1, 2, 1, 1, 3, 1, 2, 1, 1, 1, 3, 3, 3, 1, 1, 1, 2, 1, 3, 1, 1, 2, 1, 1, 1, 3, 1, 2, 2, 1, 3, 1, 2, 2, 2, 1, 1, 1, 3, 3, 3, 1, 2, 2, 1, 3, 1, 1, 1, …
Опять же, запись длин серий возвращает ту же последовательность.

### Из бесконечных целочисленных множеств
Последовательности Колакоски также могут быть созданы из бесконечных множеств целых чисел.
Например, для множества {1, 2, 1, 3, 1, 4, 1, 5, …}:
1, 2, 2, 1, 1, 3, 1, 4, 4, 4, 1, 5, 5, 5, 5, 1, 1, 1, 1, 6, 6, 6, 6, 1, 7, 7, 7, 7, 7, 1, 1, 1, 1, 1, 8, 8, 8, 8, 8, 1, 1, 1, 1, 1, 9, 1, 10, 1, 11, 11, 11, 11, 11, 11, 1, 1, 1, 1, 1, 1, 12, 12, 12, 12, 12, 12, 1, 1, 1, 1, 1, 1, 13, 1, 1, 1, 1, 1, 1, 1, 14, 14, 14, 14, 14, 14, 14, 1, 1, 1, 1, 1, 1, 1, …
Бесконечное множество {1,2,3,4,5,…} генерирует последовательность Голомба:
1, 2, 2, 3, 3, 4, 4, 4, 5, 5, 5, 6, 6, 6, 6, 7, 7, 7, 7, 8, 8, 8, 8, 9, 9, 9, 9, 9, 10, 10, 10, 10, 10, 11, 11, 11, 11, 11, 12, 12, 12, 12, 12, 12,… (последовательность A001462 в OEIS)
Последовательность Колакоски также может быть создана из целых чисел, выбранных случайным образом из конечного множества, с ограничением, что одно и то же число не может быть выбрано дважды подряд. Для конечного множество {1,2,3} одна из возможных последовательностей такова:
2, 2, 1, 1, 3, 1, 3, 3, 3, 2, 1, 1, 1, 2, 2, 2, 1, 1, 1, 3, 3, 2, 1, 3, 2, 2, 3, 3, 2, 2, 3, 1, 3, 1, 1, 1, 3, 3, 3, 1, 1, 3, 2, 2, 2, 3, 3, 1, 1, 3, 3, 3, 1, 1, 1, 3, 3, 1, 1, 2, 2, 2, 3, 1, 1, 1, 3, 1, 3, 2, 2, 2, 3, 3, 3, 2, 2, 2, 3, 2, 3, 3, 3, 2, 2, 1, 1, 2, 2, 3, 3, 3, 2, 2, 2, 1, 2, 1, 1, 1,…
По сути, последовательность основана на бесконечном множестве {2,1,3,1,3,2,1,2,1,3,2,…}, которая является случайной последовательностью единиц, двоек и троек, из которой были удалены повторы.

### Цепочки последовательностей
Так же, как классическая последовательность Колакоски генерирует сама себя, эти две последовательности генерируют друг друга:
1,1,2,1,1,2,2,1,2,2,1,2,1,1,2,2,1,2,2,1,1,2,1,2,2,1,2,1,1,2,1,1,2,2,1,2,1,1,2,1,2,2,1,1,2,1,1,2,1,2,2,… (последовательность A025142 в OEIS)
2,1,2,2,1,2,1,1,2,2,1,2,2,1,1,2,1,1,2,1,2,2,1,1,2,1,1,2,2,1,2,1,1,2,1,1,2,2,1,2,2,1,2,1,1,2,1,2,2,… (последовательность A025143 в OEIS)
Другими словами, если выписать длины серий первой последовательности, будет создана вторая, и если выписать длины серий второй последовательности, будет создана первая.
В следующей цепочке из трёх последовательностей длины серий каждой генерируют следующую:
1,1,2,2,3,3,1,1,1,2,3,1,1,2,2,3,3,3,1,1,1,2,2,2,3,1,2,3,3,1,1,1,2,3,3,… (последовательность A288723 в OEIS)
2,2,2,3,1,1,2,2,3,3,3,1,1,1,2,3,1,2,2,3,3,1,1,2,2,2,3,1,1,2,2,2,3,3,3,… (последовательность A288724 в OEIS)
3,1,2,2,3,3,1,1,1,2,2,2,3,1,2,3,3,1,1,1,2,3,1,1,2,2,3,3,3,1,1,1,2,2,2,… (последовательность A288725 в OEIS)
Последовательности используют целочисленное множество {1,2,3}, но каждая начинается с разных элементов множества.
Следующие пять последовательностей образуют подобную цепочку, используя множество {1,2,3,4,5}:
1,1,2,2,3,3,4,4,4,5,5,5,1,1,1,2,2,2,2,3,3,3,3,4,4,4,4,5,5,5,5,5,…
2,2,2,3,3,3,4,4,4,5,5,5,1,1,1,1,2,2,2,2,3,3,3,3,4,4,4,4,5,5,5,5,5,…
3,3,3,3,4,4,4,4,5,5,5,5,1,1,1,1,2,2,2,2,3,3,3,3,3,4,5,1,1,2,2,3,3,3,…
4,4,4,4,4,5,1,1,2,2,3,3,3,4,4,4,5,5,5,5,1,1,1,1,2,2,2,2,3,3,3,3,3,…
5,1,2,2,3,3,4,4,4,5,5,5,1,1,1,1,2,2,2,2,3,3,3,3,4,4,4,4,4,…
Однако, для создания цепочки из n элементов, необязательно иметь множество из n элементов. Например, следующая цепочка из пяти последовательностей использует множество {1, 2}:
2,1,1,2,2,1,2,1,1,2,1,2,2,1,2,2,1,1,2,1,1,2,2,1,2,1,1,2,1,1,2,2,1,…
1,2,2,1,1,2,1,1,2,1,2,2,1,2,2,1,1,2,1,2,2,1,2,1,1,2,1,1,2,2,1,2,2,…
1,2,2,1,2,1,1,2,1,2,2,1,1,2,1,1,2,1,2,2,1,2,2,1,1,2,1,1,2,2,1,2,1,…
1,2,1,1,2,1,1,2,2,1,2,1,1,2,1,2,2,1,2,2,1,1,2,1,1,2,2,1,2,1,1,2,1,…
1,1,2,1,2,2,1,1,2,1,1,2,1,2,2,1,2,2,1,1,2,1,1,2,2,1,2,1,1,2,1,2,2,…
Каждая последовательность уникальна, и длины выполнения каждой генерируют члены следующей последовательности в цепи. Целочисленные множества, используемые для создания цепочки, также могут быть разных размеров. Из множеств {1,2} и {1,2,3,4,5} генерируются следующие последовательности:
1,2,2,1,1,2,2,2,1,1,1,2,2,2,2,1,1,1,1,1,2,1,2,2,1,1,2,2,2,…
1,2,2,3,3,4,5,1,1,2,2,3,3,4,5,1,2,2,3,3,4,4,5,5,1,2,3,4,5,…

## Доля единиц в последовательности
Кажется правдоподобным, что доля единиц в классической последовательности Колакоски равна 1/2, но эта гипотеза остаётся недоказанной. Václav Chvátal доказал, что верхняя граница доли единиц меньше 0.50084. Джон Нильсон использовал тот же метод с гораздо большей вычислительной мощностью для получения границы 0.500080.
Хотя в расчётах были использованы первые 3×108 значений последовательности, по-видимому, его плотность сходятся к значению немного отличается от 1/2, но более поздние расчёты показали, что расширение последовательности в первых 1013 значения отклоняются от доли единиц 1/2 всё меньше и меньше, поэтому можно ожидать, что предельная доля единиц на самом деле 1/2.

## Последовательность антиколакоски
В последовательности антиколакоски длины серий единиц и двоек никогда не совпадают с членами исходной последовательности:
2, 1, 1, 2, 2, 1, 2, 1, 1, 2, 1, 1, 2, 2, 1, 2, 2, 1, 1, 2, 1, 2, 2, 1, 2, 1, 1, 2, 2, 1, 2, 2, 1, 2, 1, 1, … (последовательность A049705 in the OEIS).
```
2, 
1, 1
, 
2, 2
, 1, 2, 
1, 1
, 2, 
1, 1
, 
2, 2
, 1, 
2, 2
, 
1, 1
, 2, 1, 
2, 2
, 1, 2, 
1, 1
, 
2, 2
, 1, …
1,   2,    2,  1, 1,   2,  1,   2,    2,  1,   2,    2,  1, 1,   2,  1, 1,   2,    2,  1, …
```

Как видно, единицы в последовательности антиколакоски находятся на тех позициях, где в классической последовательности Колакоски стоят двойки, и наоборот.

## Постоянная Колакоски
Постоянная Колакоски определяется в двоичной системе счисления следующим образом. На каждой двоичной позиции после запятой находится 1, если на соответствующей позиции классической последовательности Колакоски находится двойка, и 0, если единица. Первая единица последовательности игнорируется. Таким образом,
0.11001011011001001101001011001001011…2 = 0.7945071927794792762403624156360456462…10.